# Secretaría de Asuntos Administrativos y de Seguridad
La Secretaría de Asuntos Administrativos y de Seguridad de la Presidencia de la República (SAAS) es la entidad permanente de Guatemala que tiene organización jerárquica y profesional, con especialidad en seguridad, y de naturaleza civil. Tiene como objetivo garantizar permanentemente la seguridad, integridad física y la vida del Presidente y Vicepresidente de la República y la de sus respectivas familias, así como brindarles toda clase de apoyo administrativo y logístico en actividades oficiales y personales dentro del territorio nacional y en el extranjero. También se encarga de la seguridad permanente de los expresidentes y exvicepresidentes de la República. La tarea es la custodia de funcionarios públicos para el ejercicio de sus funciones.

## Funciones
Dentro de las funciones establecidas en el artículo3 de la Ley de la SAAS, tenemos las siguientes:

a. Crear y establecer los mecanismos tendientes a resguardar la seguridad, integridad y la vida del Presidente y Vicepresidente de la República y sus respectivas familias;

b. Brindarle protección a los expresidentes y exvicepresidentes de la República;
c. Planificar y coordinar permanentemente la movilización y la estancia a diferentes lugares y horas del Presidente, del Vicepresidente de la República y sus respectivas familias.
d. Coordinar con los Ministerios, Secretarías de la Presidencia de la República, y demás entidades públicas y del sector privado, cuando corresponda, para cubrir las actividades del Presidente y Vicepresidente y sus respectivas familias;
e. Obtener de los órganos de inteligencia del Estado o de cualquier otra institución pública, información, análisis y estrategias relacionadas con amenazas, riesgos o peligros que pudieran presentarse sobre la integridad, seguridad y vida del Presidente, Vicepresidente y sus respectivas familias;
f. Analizar y evaluar las amenazas y riesgos que existan sobre los funcionarios y personas a las que la SAAS les brinde protección, para adoptar las medidas de prevención respetivas;
g. Administrar y custodiar los bienes, equipos y enseres asignados a su cargo;
h. Mantener, en materia de seguridad, capacitación técnica y profesional permanente del personal de la SAAS, que podrá hacerse extensiva hacia personal de seguridad de otros funcionarios o entes públicos, a través de su unidad de formación de agentes;

i. Desarrollar cualquiera otra función o atribución que le asigne esta Ley o que, previa opinión técnica sobre su procedencia, le sea asignada, conforme a la naturaleza y finalidad de la SAAS.
Decreto 50-2003

## Organización
La Secretaria de Asuntos Administrativos y de Seguridad se organiza así:
Despacho Secretarial
- Secretario de Asuntos Administrativos y de Seguridad
  - Subsecretaría de Seguridad
  - Subsecretaría Administrativa

## Enlace eterno
- saas.gob.gt

- Datos: Q9075405